# 7787 Annalaura
7787 Annalaura eller 1994 WW är en asteroid i huvudbältet som upptäcktes den 23 november 1994 av de båda italienska astronomerna Andrea Boattini och Luciano Tesi vid Pian dei Termini-observatoriet. Den är uppkallad efter Annalaura Calvani Tesi, fru till en av upptäckarna.
Asteroiden har en diameter på ungefär 3 kilometer.